# Strażnica KOP „Cukrownia”

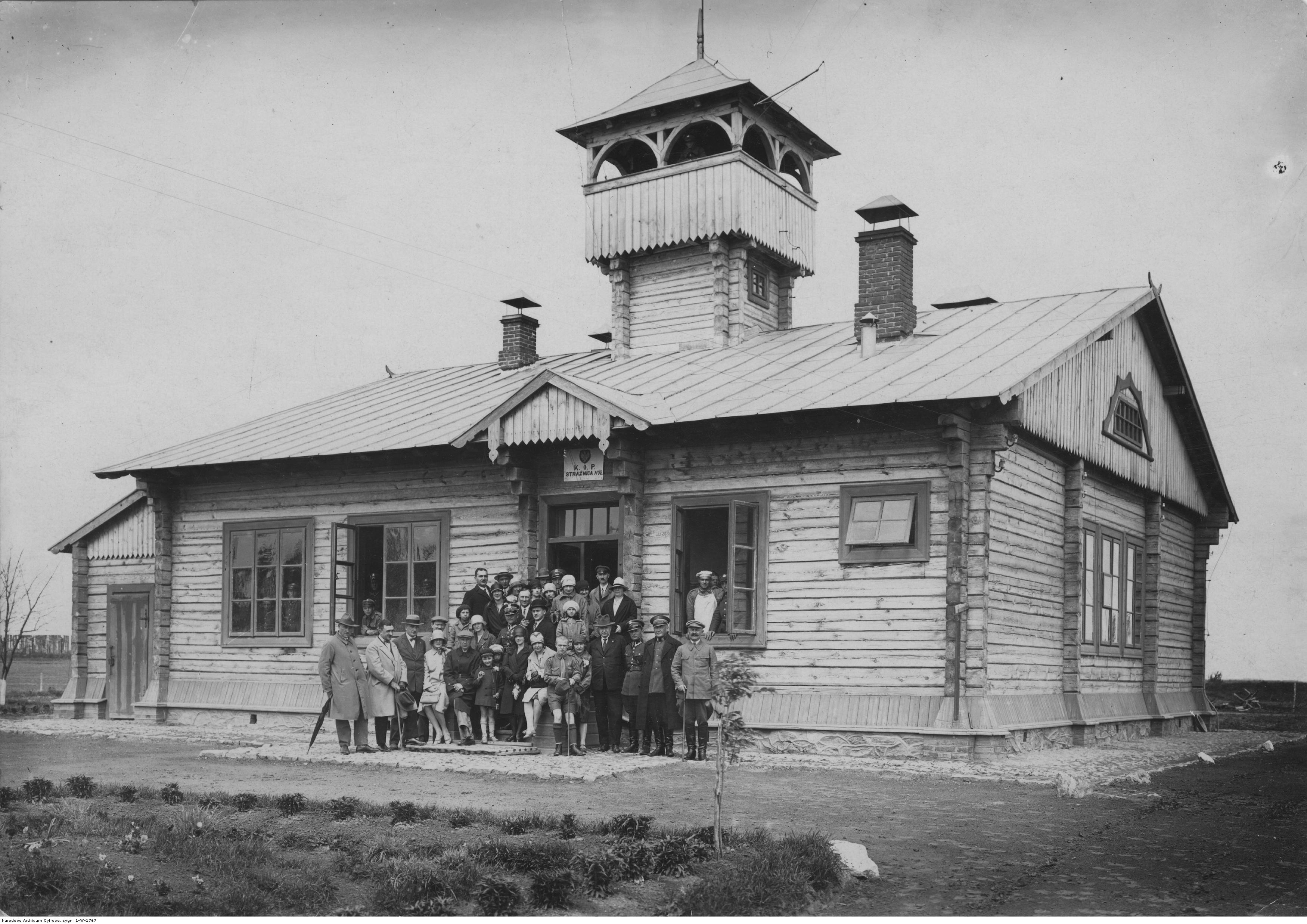
Strażnica Korpusu Ochrony Pogranicza w Korcu na Wołyniu

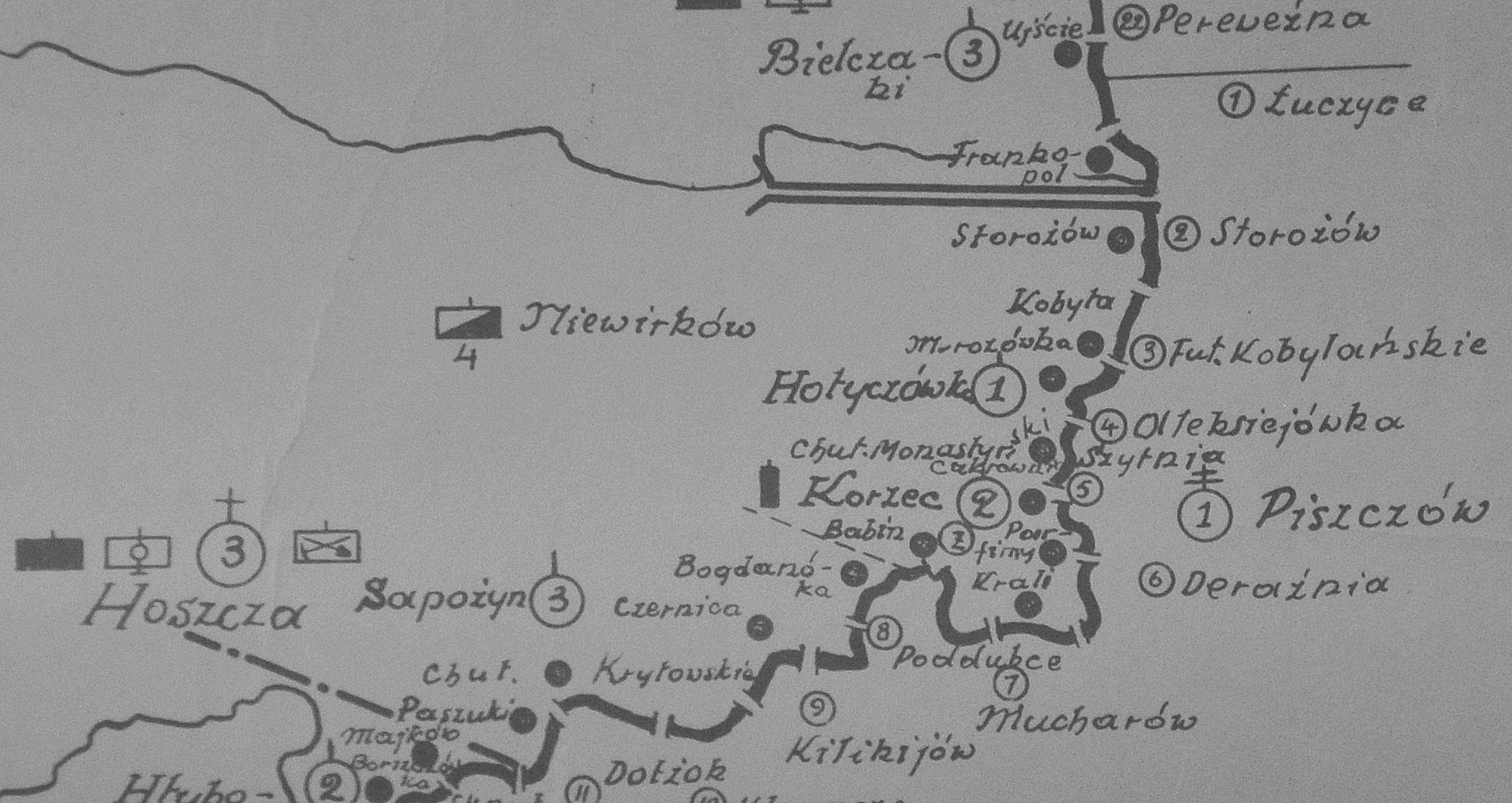
Rozmieszczenie
baonu KOP „Hoszcza” w 1931

Strażnica KOP „Cukrownia” – zasadnicza jednostka organizacyjna Korpusu Ochrony Pogranicza pełniąca służbę ochronną na granicy polsko-sowieckiej.

## Formowanie i zmiany organizacyjne
W 1924, w składzie 1 Brygady Ochrony Pogranicza, został sformowany 3 batalion graniczny. W 1928 w skład batalionu wchodziło 13 strażnic. 96 strażnica KOP „Korzec «Cukrownia»”  w latach 1928–1939 funkcjonowała w strukturze organizacyjnej 2 kompanii granicznej KOP „Korzec”  z pułku KOP „Zdołbunów”. Strażnica liczyła około 18 żołnierzy i rozmieszczona była przy linii granicznej z zadaniem bezpośredniej ochrony granicy państwowej.
W 1932 obsada strażnicy zakwaterowana była w budynku KOP. Strażnicę z macierzystą kompanią łączyła szosa długości 2 km.

## Służba graniczna
Podstawową jednostką taktyczną Korpusu Ochrony Pogranicza przeznaczoną do pełnienia służby ochronnej był batalion graniczny. Odcinek batalionu dzielił się na pododcinki kompanii, a te z kolei na pododcinki strażnic, które były „zasadniczymi jednostkami pełniącymi służbę ochronną”, w sile półplutonu. Służba ochronna pełniona była systemem zmiennym, polegającym na stałym patrolowaniu strefy nadgranicznej, wystawianiu posterunków alarmowych, obserwacyjnych i kontrolnych stałych, patrolowaniu i organizowaniu zasadzek w miejscach rozpoznanych jako niebezpieczne, kontrolowaniu dokumentów i zatrzymywaniu osób podejrzanych, a także utrzymywaniu ścisłej łączności między oddziałami i władzami administracyjnymi.
Strażnica KOP „Cukrownia” w 1932 ochraniała pododcinek granicy państwowej szerokości 2 kilometrów 820 metrów od słupa granicznego nr 1553 do 1557, a w 1938 pododcinek szerokości 7 kilometrów 600 metrów od słupa granicznego nr 1549 do 1560.
Sąsiednie strażnice:
- strażnica KOP „Chutor Monastyrskie” ⇔ strażnica KOP „Parfimy” – 1928[3], 1929[4], 1931[5] , 1932[6], 1934[7]
- strażnica KOP „Morozówka” ⇔ strażnica KOP „Krale” – 1938[8]